# هسرست
هسرست (به انگلیسی: Hethersett) یک روستا و محله مدنی در بریتانیا است که در South Norfolk واقع شده‌است. هسرست ۱۰٫۹ کیلومتر مربع مساحت و ۵٬۶۹۱ نفر جمعیت دارد.